# Katarina Valdemarsdotter av Sverige
Katarina Valdemarsdotter av Sverige, död 1283, var en svensk prinsessa. Hon var dotter till kung Valdemar Birgersson och Sofia Eriksdotter av Danmark.